# Gehenna (film)

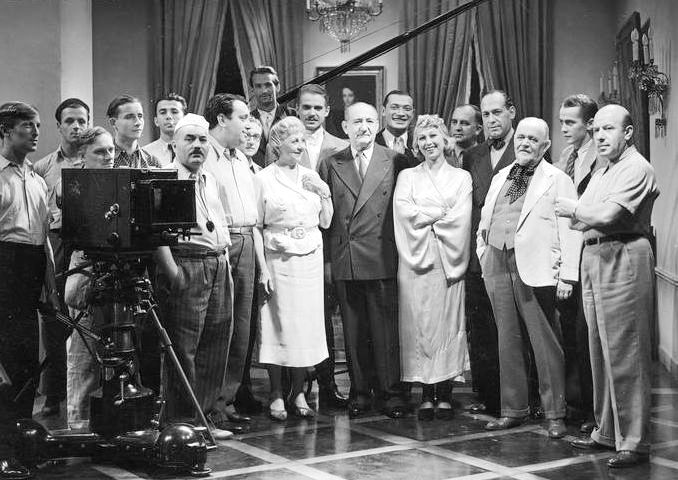
Zdjęcie z planu filmu Gehenna. Reżyser Joseph Schenk, Mieczysława Ćwiklinska (stoją pośrodku), Ina Benita (6. z prawej), Antoni Fertner (3. z prawej), Witold Zacharewicz, Michał Waszyński (7. z lewej), Albert Wywerka, Włodzimierz Łoziński (2. z prawej), Leopold Brodziński (5. z prawej).

Gehenna – polski film fabularny z 1938 roku zrealizowany na podstawie powieści Heleny Mniszkówny pod tym samym tytułem z 1914.

## Treść
Po śmierci matki nastoletnią Anią opiekuje się jej stryj Kościesza. Podczas spaceru po lesie Ania poznaje księcia Andrzeja, w którym się zakochuje ze wzajemnością. Jednak stryj nie chce się zgodzić na to małżeństwo, tłumacząc, że musiałby wtedy oddać też majątek, którym zarządza. Okazuje się jednak, że prawdziwy powód jest inny. Stryj Kościesza bowiem także pragnie tej dziewczyny mimo pokrewieństwa, które ich łączy. Zdesperowana Ania ucieka do Andrzeja. Kościesza postanawia się zemścić.

## Obsada
- Lidia Wysocka - Ania Tarłówna
- Witold Zacharewicz - książę Andrzej Olelkowicz
- Bogusław Samborski - stryj Teodor Kościesza
- Ina Benita - Lorka, kuzynka
- Antoni Fertner - konsyliarz
- Mieczysława Ćwiklińska - Ewelina
- Józef Orwid - leśniczy
- Stanisława Wysocka - stara niania Ksenobia
- Włodzimierz Łoziński - Jaś, kuzyn
- Tadeusz Wesołowski - Okszta
- Wanda Jakubińska - matka Ani
- Seweryna Broniszówna - wróżka
- Stefan Hnydziński - służący Andrzeja
- Tamara Pasławska - królowa Cyganów
- Jerzy Woskowski - chromy włóczęga
- Ariana Spiegel - dziewczynka w obozie cygańskim